# Pancerniki typu Połtawa
Pancerniki typu Połtawa – rosyjskie pancerniki generacji przeddrednotów z okresu wojny rosyjsko-japońskiej i I wojny światowej. Zbudowano 3 okręty tego typu. Jeden z nich służył następnie także pod banderą japońską.

## Historia
Trzy pancerniki typu Połtawa zostały zamówione w ramach programu rozbudowy floty z 1890 roku. Budowane były z myślą wzmocnienia Floty Bałtyckiej, a ich potencjalnymi przeciwnikami była przede wszystkim flota niemiecka, lecz brano też pod uwagę możliwość ich przerzucenia na Daleki Wschód, stąd projekt miał takie cechy, jak dobre własności morskie i zasięg. Przy projektowaniu nowych okrętów oparto się głównie na układzie opancerzenia zaprojektowanego nieco wcześniej i budowanego równolegle pancernika „Sisoj Wielikij”, wzorowanego z kolei na brytyjskim typie Royal Sovereign.
Okręty wciągnięto na listę floty 21 grudnia 1891, ich budowę rozpoczęto w lutym-marcu 1892, a oficjalne rozpoczęcie budowy miało miejsce 7 maja 1892 (daty w kalendarzu jul.). Koszt budowy okrętów wynosił po ok. 9,2 mln rubli.
Budowa ich jednak przedłużyła się i weszły do służby dopiero w latach 1899–1900. Jeszcze podczas budowy, w związku z ekspansją Japonii, zagrażającą rosyjskim wpływom na Dalekim Wschodzie, zdecydowano skierować te pancerniki w skład eskadry Oceanu Spokojnego i odtąd tworzyły rdzeń floty rosyjskiej na Dalekim Wschodzie.
Daty poniżej w kalendarzu juliańskim:
| nazwa                            | rozpoczęcie budowy, stocznia                      | wodowanie  | wejście do służby |
| „Połtawa” (Полтава)              | luty 1892, Nowoje Admiraltiejstwo, St. Petersburg | 25.10.1894 | 1899              |
| „Pietropawłowsk” (Петропавловск) | 19. 3. 1892, Galernyj Ostrowok, St. Petersburg    | 28.10.1894 | 1899              |
| „Siewastopol” (Севастополь)      | marzec 1892, Galernyj Ostrowok, St. Petersburg    | 20.5.1895  | 8.3.1899          |

## Opis konstrukcji i ocena
Pancerniki typu Połtawa stanowiły dość udany typ okrętów jak na czas swojego projektowania, o zrównoważonych charakterystykach przy umiarkowanej wielkości. Na skutek jednak długiego procesu budowy i postępu w konstrukcji okrętów, w momencie wejścia do służby były pod wieloma względami gorsze od nowych okrętów projektowanych później. Ich architektura była typowa dla przeddrednotów, z gładkim pokładem i uzbrojeniem głównym w dwóch wieżach na dziobie i rufie. Rzadko spotykaną w tym czasie nowością było rozmieszczenie artylerii średniej 152 mm w dwudziałowych wieżach na burtach, zamiast w kazamatach. Pozwalało to uchronić działa od zalewania podczas sztormu i dawało im lepsze kąty ostrzału, zwłaszcza w kierunku dziobu i rufy, lecz same wieże były jeszcze niedopracowane i awaryjne oraz ciasne, co zmniejszało szybkostrzelność. Pancerniki typu Połtawa były ponadto o 1-1,5 węzła wolniejsze od nowych okrętów, a ich kotły starego typu wymagały więcej czasu do wytworzenia pary. Działa głównego kalibru miały mniejszy kąt podniesienia i donośność od brytyjskich dział używanych przez japońskie okręty.

### Opancerzenie
Opancerzenie okrętów zapewniało średni stopień ochrony. Wszystkie trzy okręty przy takim samym układzie opancerzenia, różniły się jednak jego grubością i jakością, co było związane z pojawieniem się pod koniec XIX wieku nowych metod wytwarzania stali pancernej i częściowym zakupem dla okrętów stali pancernej za granicą. Opancerzenie burt stanowił niepełny główny pas pancerny na linii wodnej (długości 73,15 m i wysokości 2,29 m). Najgrubsza była jego środkowa część długości 46,2 m, chroniąca kotłownie i maszynownie, natomiast w kierunku dziobu i rufy pas był cieńszy. Jego grubość zmniejszała się ponadto dwukrotnie w dolnej części. Nad głównym pasem burtowym był górny pas grubości 127 mm. Na wysokości górnej krawędzi głównego pasa znajdował się wewnętrzny pokład pancerny grubości 51 mm, tworząc wraz z poprzecznymi przegrodami cytadelę. W części dziobowej i rufowej, nie chronionej pasem, był jedynie wypukły pokład pancerny chroniący część podwodną. Opancerzone były ponadto wieże i barbety artylerii głównej i średniej.
Główny pas burtowy na „Sewastopolu” i „Połtawie” miał grubość od 184 do 368 mm, na „Pietropawłowsku” 203 do 406 mm, ale na „Połtawie” miał największą odporność, będąc zbudowany z wysoko odpornej stali pancernej Kruppa (na „Sewastopolu” jego centralna część składała się ze stali Harveya, a pozostały pancerz z jeszcze mniej odpornej stali niklowej, a na „Pietropawłowsku” – prawdopodobnie całość ze stali niklowej). Pomimo dużej odporności pancerza pasa głównego (zwłaszcza na „Połtawie”, przewyższającej pod tym względem wszystkie przeddrednoty), ogólna odporność i rozplanowanie pancerza ustępowało nowym konstrukcjom – nieopancerzone pozostały dziób i rufa na linii wodnej, a górny pas pancerny ze stali niklowej był dość słaby. Masa pancerza wynosiła ok. 26% wyporności. Istotną wadą okrętów, podobnie jednak jak wielu innych tego okresu, okazała się słaba ochrona przeciw wybuchom podwodnym, zwłaszcza możliwość wybuchu komór amunicyjnych, co spowodowało zagładę „Pietropawłowska”. Rocznik flot Janes z 1904 oceniał wartość bojową pancerników typu Połtawa jako 0,8 wartości najnowszego japońskiego pancernika „Mikasa”, bardziej porównywalne były one ze starszymi pancernikami japońskimi typu Fuji (budowy brytyjskiej), które jednak były nieco lepiej opancerzone i dopracowane.

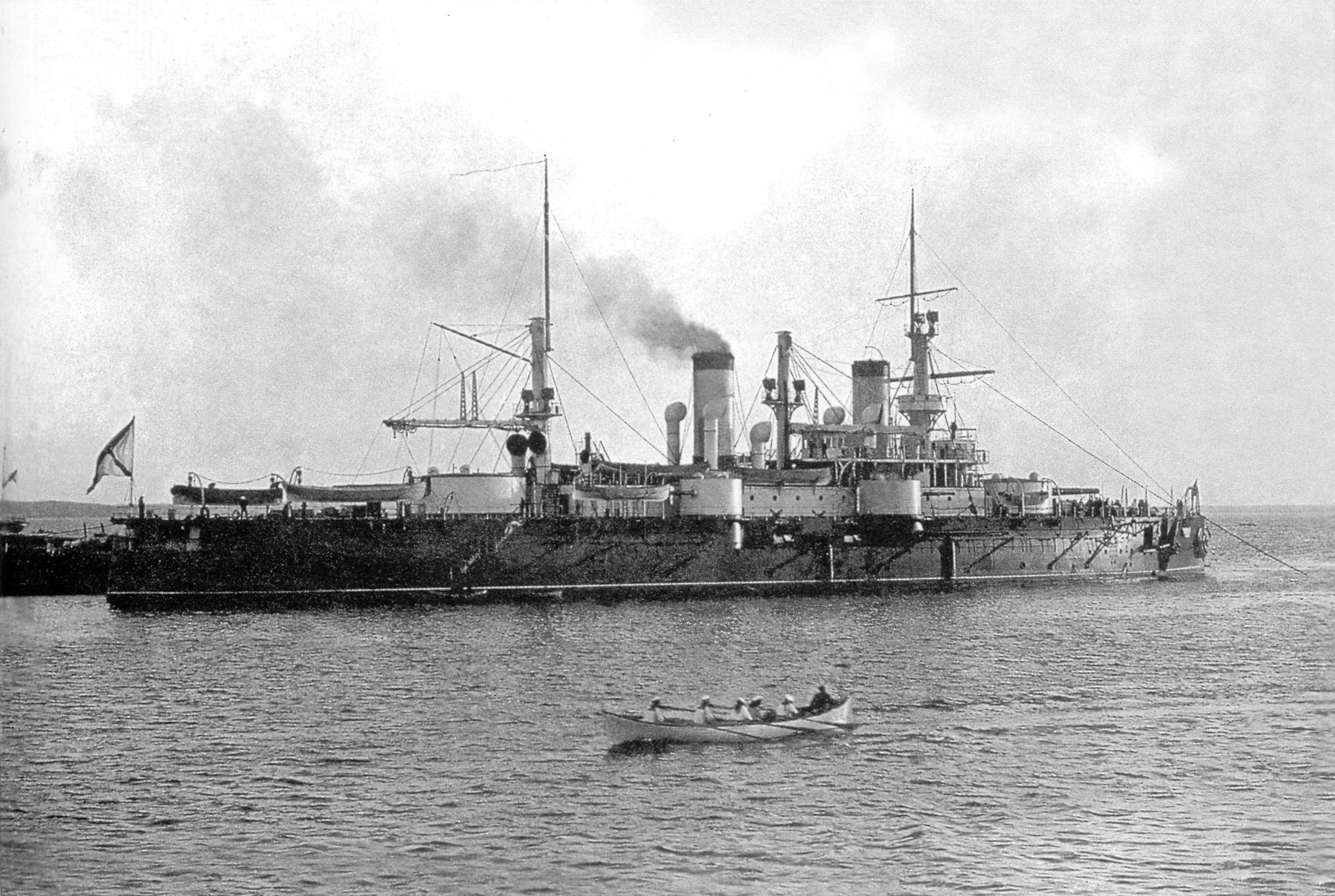
„Sewastopol” w 1900

## Skrócone losy okrętów
W nawiasach daty w kalendarzu juliańskim.

### W I Eskadrze Oceanu Spokojnego
Po wejściu do służby, „Pietropawłowsk” w październiku 1899 wypłynął z Kronsztadu na Bałtyku na Daleki Wschód, w skład Eskadry Oceanu Spokojnego i w maju 1900 zawinął do bazy Port Artur, stając się okrętem flagowym eskadry – wiceadm. N. Skrydłowa, a od 1902 wiceadm. Oskara Starka.
Po wejściu do służby pozostałych okrętów, „Połtawa” w lecie 1900, a „Sewastopol” w październiku 1900 również wypłynęły z Bałtyku w skład Eskadry Oceanu Spokojnego i w kwietniu 1901 zawinęły do bazy Port Artur. Wszystkie trzy pancerniki pływały następnie m.in. do Władywostoku, Chin, Korei i Japonii. „Sewastopol” miał problemy z niską jakością maszyn i przechodził w Port Artur remont.
Podczas wojny japońsko-rosyjskiej wszystkie trzy pancerniki brały udział w walkach z japońską flotą pod Port Artur, a następnie w obronie twierdzy. Podczas rozpoczynającego wojnę ataku japońskich torpedowców w nocy z 8 na 9 lutego 1904 nie odniosły uszkodzeń. 9 lutego (27 stycznia) wzięły udział w starciu z podchodzącymi głównymi siłami japońskiej floty, podczas której wszystkie trzy zostały powierzchownie uszkodzone kilkoma pociskami, zwłaszcza „Połtawa”. Od 9 marca (24 lutego) przybył nowy energiczny dowódca eskadry – wiceadm. Stiepan Makarow, który od 12 marca podniósł flagę na „Pietropawłowsku”. 11 marca „Sewastopol” odniósł niewielkie uszkodzenia podczas ostrzału bazy przez japońskie okręty ogniem pośrednim. 22 marca podczas ponownego ostrzeliwania Port Artur przez japońskie siły główne, pancerniki odpowiadały ogniem pośrednim zza masywu górskiego. 26 marca „Sewastopol” został uszkodzony w kolizji przez pancernik „Pierieswiet”, z winy dowódcy Sewastopola N. Czernyszewa, który został po tym zastąpiony przez komandora Nikołaja Essena.
Podczas wyjścia eskadry w morze 13 kwietnia (31 marca) 1904, w celu ratowania rozbitków z niszczyciela „Strasznyj” i odparcia japońskiego zespołu, o godz. 9.43 pancernik „Pietropawłowsk” wpadł na niedawno postawioną przez Japończyków minę w odległości 2 mil od półwyspu Tygrysi Ogon. Na skutek wybuchu pod wieżą dziobową, nastąpił wybuch amunicji i „Pietropawłowsk” przełamał się na połowy i natychmiast zatonął. Zginęło 682 członków załogi, w tym wiceadmirał Makarow i malarz marynista Wasilij Wierieszczagin, uratowano 80 osób.
15 kwietnia podczas ostrzału prowadzonego z portu, uszkodzeniu uległa podstawa jednego z dziobowych dział 305 mm „Sewastopola”, które do końca pozostało niesprawne. Dwa pozostałe pancerniki typu Połtawa wzięły udział w nieudanej próbie przebicia się do Władywostoku 23 czerwca 1904. Przy powrocie do bazy, „Sewastopol” wpadł ok. 21:35 na minę, która wybuchła w części dziobowej. Poważnie uszkodzony okręt jednak utrzymał się na wodzie i dopłynął do Port Artur. Okręt następnie został do początku sierpnia pospiesznie wyremontowany w Port Artur za pomocą kesonu.
„Połtawa” i „Sewastopol” wzięły następnie udział w bitwie na Morzu Żółtym 10 sierpnia 1904, idąc jako ostatnie w kolumnie sił głównych. Podczas tej bitwy oba pancerniki odniosły umiarkowanie poważne uszkodzenia, otrzymując po ok. 12-14 trafień pociskami od 203 do 305 mm, zwłaszcza „Połtawa”, na której pocisk przebił burtę pod linią wodną na rufie, a inny uszkodził wał napędowy oraz uszkodzeniu uległo 5 dział 152 mm. Straty wyniosły na „Połtawie” 12 zabitych, 43 rannych, na „Sewastopolu” 1 zabitego i 61 rannych. „Sewastopol” wystrzelił m.in. 78 pocisków artylerii głównej i 323 pociski 152 mm. Oba okręty uzyskały trafienia na okrętach japońskich, m.in. krążowniku pancernym „Yakumo” (12 zabitych). Po niepowodzeniu próby przebicia się, oba okręty powróciły z głównymi siłami do Port Artur. W drodze powrotnej, „Połtawa” została trafiona torpedą przez japoński torpedowiec, która jednak nie wybuchła.

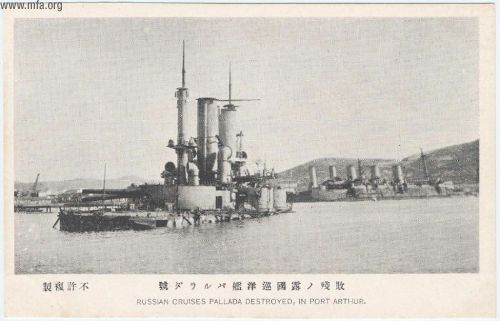
Wrak „Połtawy” w Port Artur

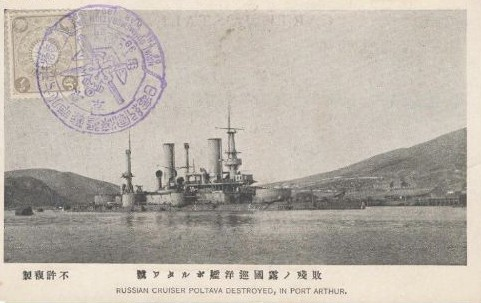
Wrak „Połtawy” w Port Artur

Po bitwie, aktywność rosyjskich ciężkich okrętów spadła prawie do zera, a część załóg i średnich dział zdemontowanych z pancerników służyła na froncie lądowym wokół twierdzy. Pancerniki służyły też do ostrzeliwania celów naziemnych z obszaru bazy. Aktywność w tym okresie podejmowały kutry parowe pancerników, m.in. stawiając miny i pełniąc służbę dozorową. Od sierpnia 1904 Japończycy podjęli ostrzał okrętów stojących w porcie przez działa 120 mm i 18 sierpnia „Połtawa” została trafiona 4 pociskami 120 mm. 23 sierpnia „Sewastopol” wyszedł w morze w celu ostrzelania celów naziemnych, lecz wracając został poważnie uszkodzony na minie. Był następnie do listopada naprawiany w bazie za pomocą kesonu. Od 2 października ostrzał okrętów podjęły
ciężkie działa lądowe i tego dnia oba pancerniki zostały uszkodzone kilkoma pociskami 280 mm, podczas następnych dni doznały dalszych uszkodzeń. 5 grudnia (22 listopada) 1904 „Połtawa” została trafiona w bazie w lewą burtę pociskiem 280 mm, który wybuchł powodując pożar i eksplozję amunicji. W efekcie, pancernik zatonął na płytkiej wodzie.
8 grudnia, po zatopieniu pozostałych okrętów, jedynym pancernikiem rosyjskiej eskadry pozostał „Sewastopol”, wyprowadzony z inicjatywy energicznego komandora Nikołaja Essena na zewnętrzną redę. Przez sześć następnych nocy, razem z kanonierką „Otważnyj” i 7 niszczycielami, „Sewastopol”, otoczony sieciami przeciwtorpedowymi, odpierał nocne ataki japońskich lekkich sił, podchodzących pod port, uszkadzając kilka japońskich torpedowców. Pomimo uszkodzeń, „Sewastopol” do ostatniego dnia obrony ostrzeliwał japońskie pozycje, po czym 2 stycznia 1905 (20 grudnia 1904) został zatopiony przez załogę na głębszej wodzie, przez co jako jedyny pancernik z zatopionych w Port Artur nie został następnie użyty przez Japończyków.

### „Połtawa” w służbie japońskiej
Po zajęciu Port Artur, Japończycy 8 lipca 1905 podnieśli „Połtawę” i 21 lipca 1905 oficjalnie wcielili do swojej floty pod nazwą „Tango”. W 1907 roku był remontowany w Maizuru w Japonii, na okręcie zamontowano wówczas m.in. 16 nowych kotłów wodnorurkowych Miyabara. Zamieniono też część artylerii oraz dodano 8 dział 76 mm. 28 sierpnia 1912 został przeklasyfikowany na okręt obrony wybrzeża I klasy, służył następnie jako okręt szkolny. Podczas I wojny światowej, 4 kwietnia (22 marca) 1916 Japonia odsprzedała go Rosji, razem z „Pierieswietem” („Sagami”) i „Wariagiem” („Soya”).

### Dalsza służba „Połtawy” – „Czesma”

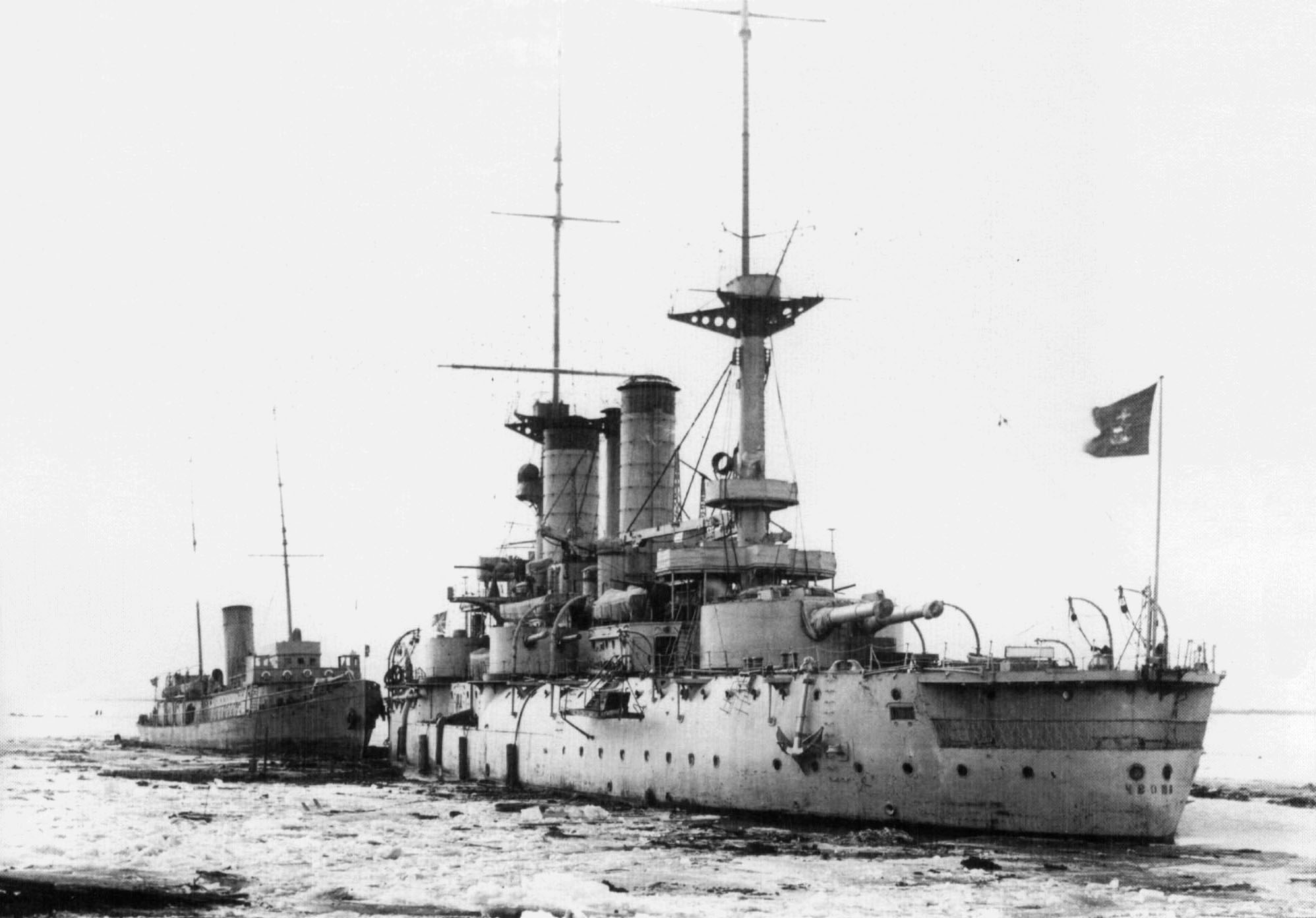
„Czesma” w 1921

6 kwietnia (24 marca) 1916 pancernik „Tango”, dawna „Połtawa”, został we Władywostoku wcielony ponownie do rosyjskiej służby. Ponieważ nazwę „Połtawa” nosił już w tym czasie jeden z drednotów Floty Bałtyckiej, „Tango” przemianowano na „Czesma” (Чесма). W lipcu „Czesma” razem z „Wariagiem” wypłynęły do Rosji, przez Indochiny i Kanał Sueski. Zamierzano włączyć pancernik w skład Floty Czarnomorskiej, lecz przedarcie się przez Dardanele okazało się niemożliwe, więc skierowano go ostatecznie do Flotylli Północnego Oceanu Lodowatego. Po drodze, na Morzu Śródziemnym „Czesma” wzięła udział w demonstracji siły sojuszniczej eskadry francusko-brytyjskiej przeciw Grecji we wrześniu i październiku 1916.
Po drodze na północ, w grudniu 1916 „Czesma” przeszła remont w stoczni Cammel Laird w Birkenhead w Anglii. Zdjęto wówczas 4 działa 152 mm i 4 działa 76 mm, w zamian zamontowano działa przeciwlotnicze. W styczniu 1917 okręt dotarł do Rosji, na Ocean Arktyczny – do Polarnoje. Nie był tam jednak używany bojowo. Po rewolucji październikowej w Rosji, załoga „Czesmy” w listopadzie 1917 przeszła na stronę bolszewików. Podczas interwencji państw zachodnich, w marcu 1918 „Czesma” została zdobyta przez brytyjskich interwentów, a następnie służyła głównie jako hulk więzienny w Archangielsku. Podczas wycofania interwentów, w marcu 1920 pancernik został pozostawiony, po czym został zaliczony do radzieckiej Flotylli Białomorskiej. Nie przedstawiał jednak już wówczas wartości bojowej. W czerwcu 1921 został odstawiony do rezerwy w Archangielsku, a 3 lipca 1924 przekazano go na złom.

## Dane techniczne
- wyporność:
  - projektowa – 10 960 t,
  - pełna – 11 354 t. („Pietropawłowsk”), 11 500 t. („Połtawa”), 11 842 („Sewastopol”)
- wymiary:
  - długość: 114,3 m (112,3 m na linii wodnej)
  - szerokość: 21,3 m
  - zanurzenie: 7,9–8,6 m
- siłownia: 2 pionowe 3-cylindrowe maszyny parowe potrójnego rozprężania o mocy łącznej 10 600 KM, 14 kotłów parowych cylindrycznych (16 na „Sewastopolu”), 2 śruby napędowe
- szybkość maksymalna: 16-17 węzłów
- zapas paliwa: 700 t., max. 1050 t. węgla (inne dane: 900-1500 t)
- zasięg przy prędkości: 3750 mil morskich / 10 w
- załoga: 630-650 („Pietropawłowsk”: 750)

Uzbrojenie:
- 4 działa kaliber 305 mm Zakładów Obuchowskich wz.1892 w wieżach na dziobie i rufie (2xII)
  - długość lufy L/40 (40 kalibrów), masa pocisku 331,3 kg, kąt podniesienia 15°, donośność 12 950 m (zapas po 58 pocisków na działo)
- 12 dział 152 mm Canet wz.1891 (8 w wieżach – 4xII i 4 w kazamatach)
  - długość lufy L/45, masa pocisku 41,3 kg, donośność 9600 m (po 200 pocisków na działo – inne dane 220)
- 12 dział 47 mm wz. 1896 Hotchkiss
- 28 dział 37 mm wz. 1896 Hotchkiss (2 na kutrach)
- + 2 działa 63,5 mm Baranowskiego wz.1882 dla oddziałów desantowych
- 4 wyrzutnie torpedowe 381 mm (1 stała nadwodna dziobowa, 1 stała nadwodna rufowa, 2 ruchome nadwodne burtowe)
- 2 wyrzutnie torpedowe 457 mm (stałe podwodne burtowe)
- 2 kutry parowe z miotaczami min
- 50 min morskich

Opancerzenie: (opis w tekście)
- burty
  - pas pancerny na linii wodnej: 254–368 mm („Pietropawłowsk” – 305–406 mm) (wymiary: 73,15x2,29 m, dolna część pasa dwukrotnie cieńsza)
  - górny pas pancerny: 127 mm (wymiary: 50x2,29 m)
- przegrody cytadeli: dziobowa 229 mm, rufowa 203 mm
- pokład pancerny: 51–76 mm
- wieże i barbety: dział artylerii głównej: 254 mm, od góry 51 mm
- wieże dział artylerii średniej: 127 mm, od góry 25 mm
- stanowisko dowodzenia: 229 mm
- masa: 2800–2900 t.